# Parc national d'Agulhas
Le parc national d'Agulhas est un parc national sud-africain situé dans la plaine d'Agulhas dans la région sud d'Overberg du Cap-Occidental, à environ 200 kilomètres au sud-est du Cap.

## Géographie, flore et faune
Le parc s'étend entre les villes côtières de Gansbaai et Struisbaai, et inclut le cap des Aiguilles, point le plus méridional de l'Afrique. C'est le plus petit parc national d'Afrique du Sud, il abrite plus de 2 000 espèces de végétaux endémiques et une zone humide qui sert de havre de paix aux oiseaux et aux amphibiens.

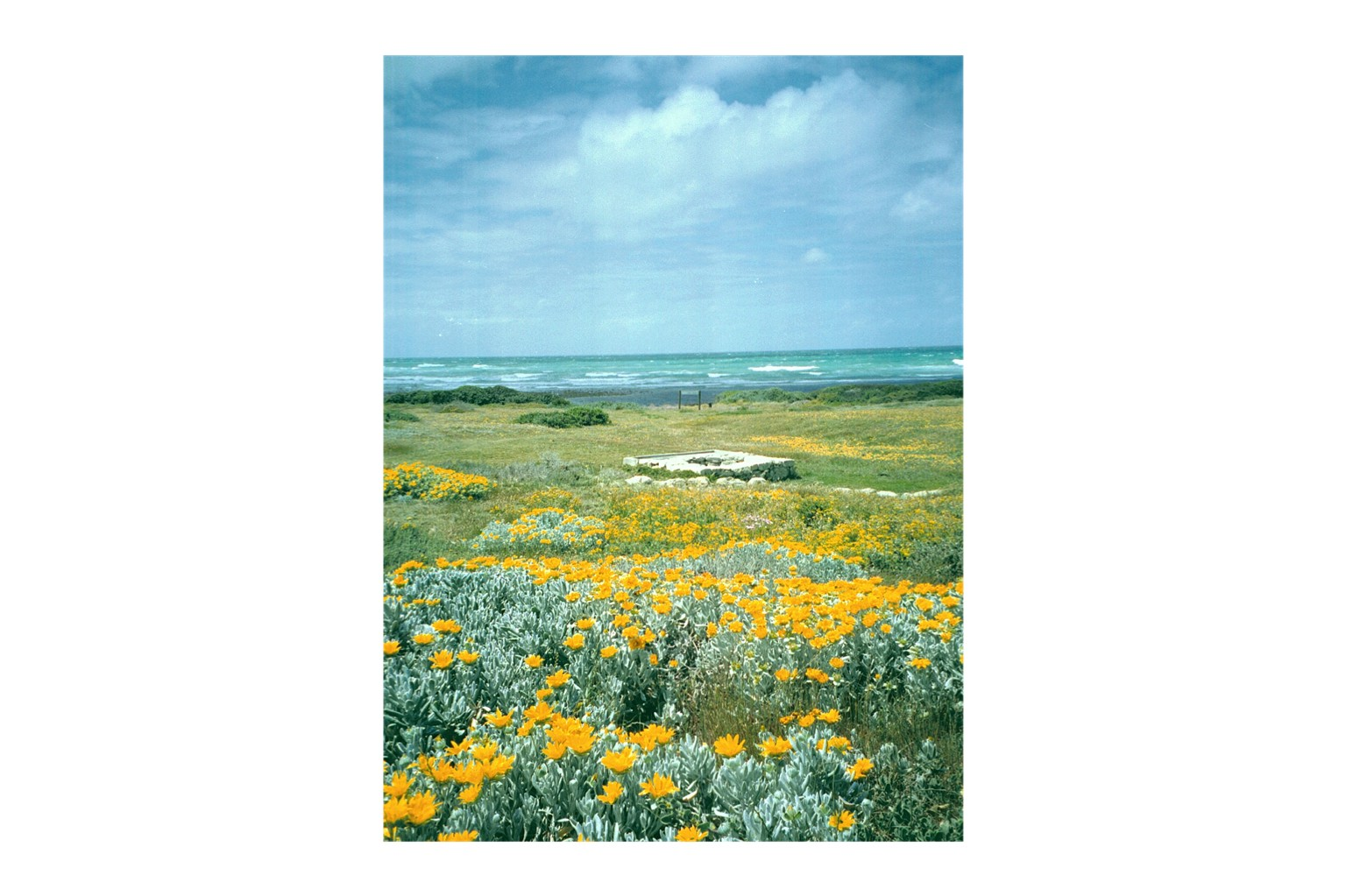
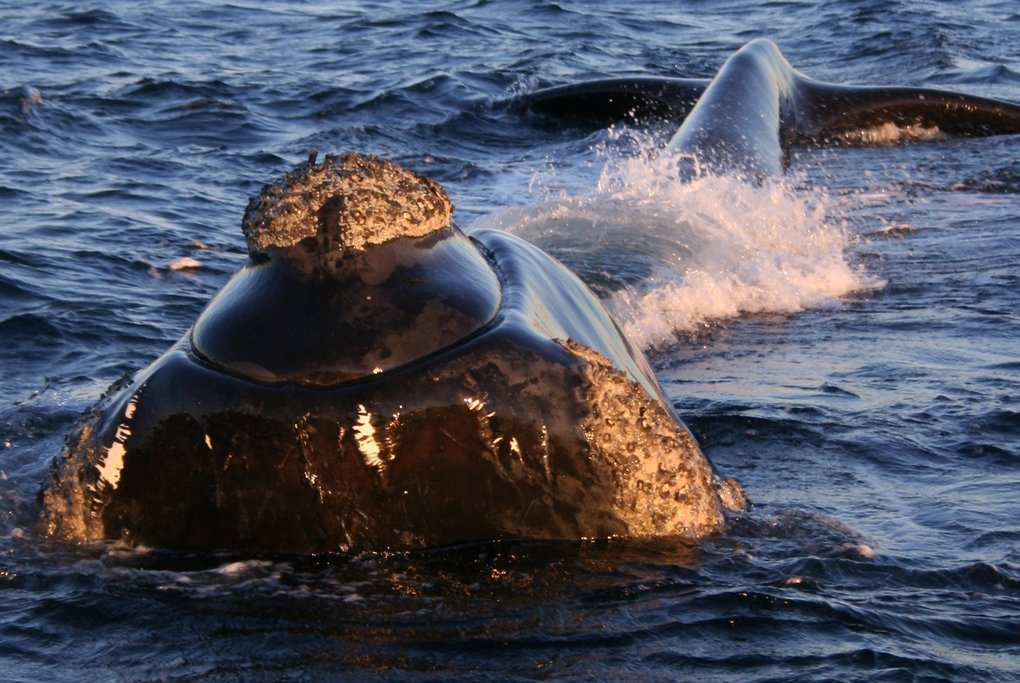
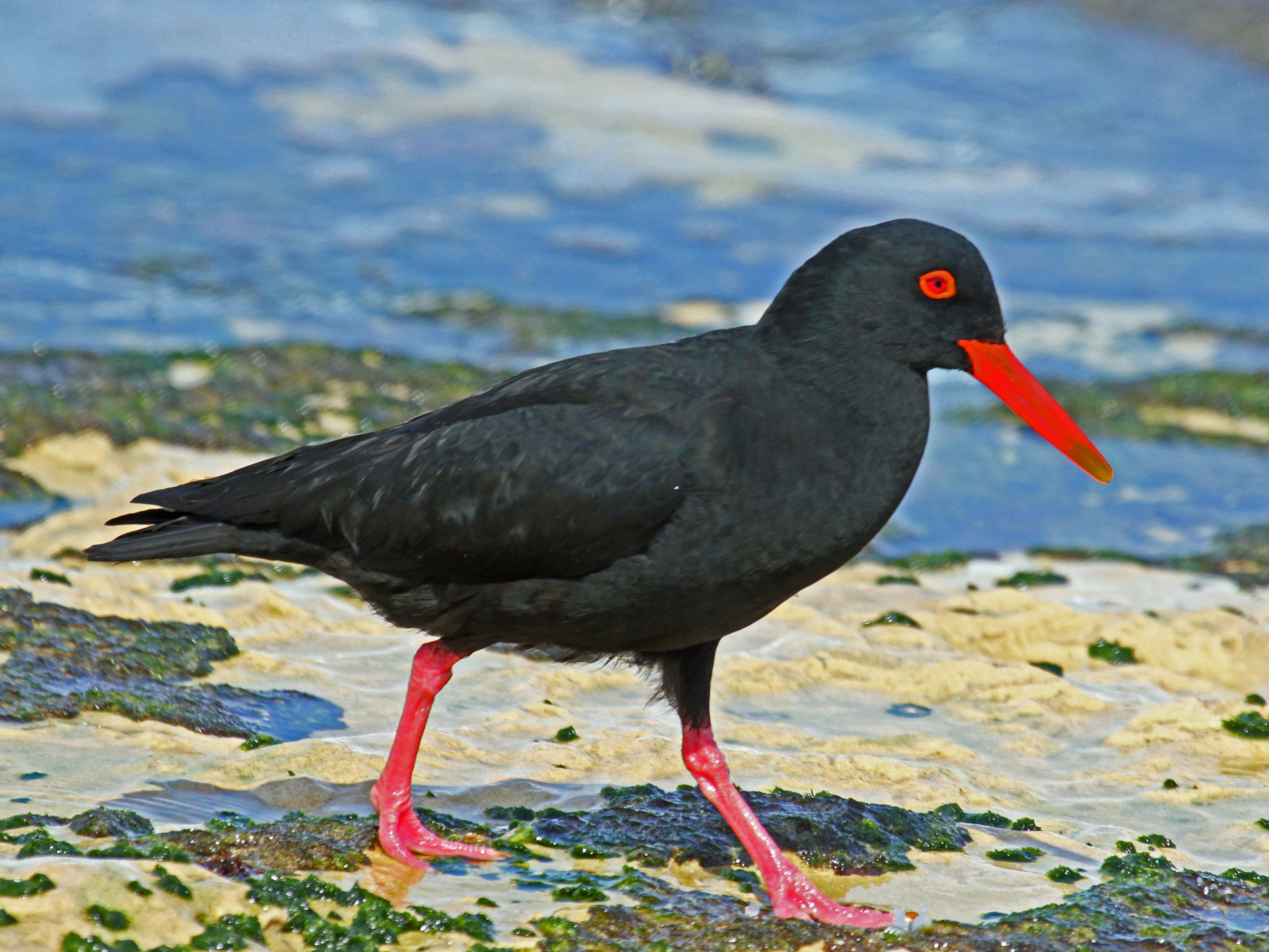
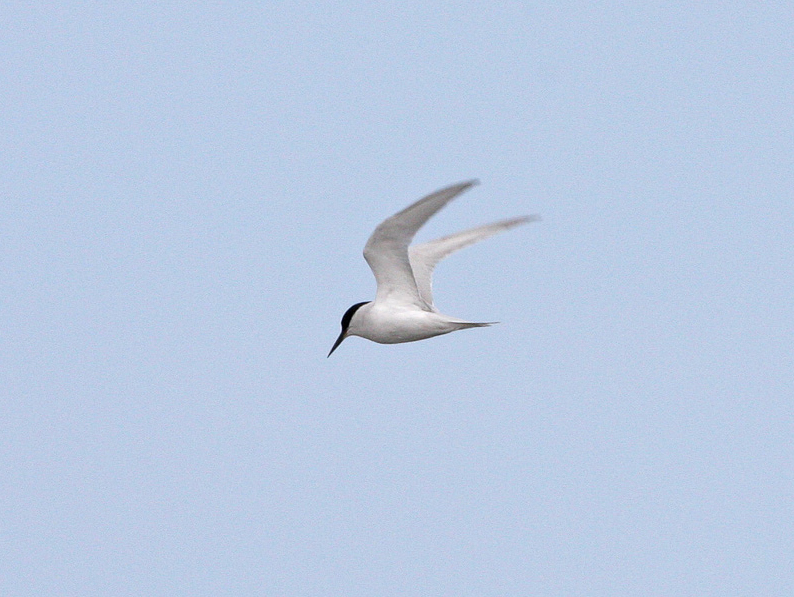
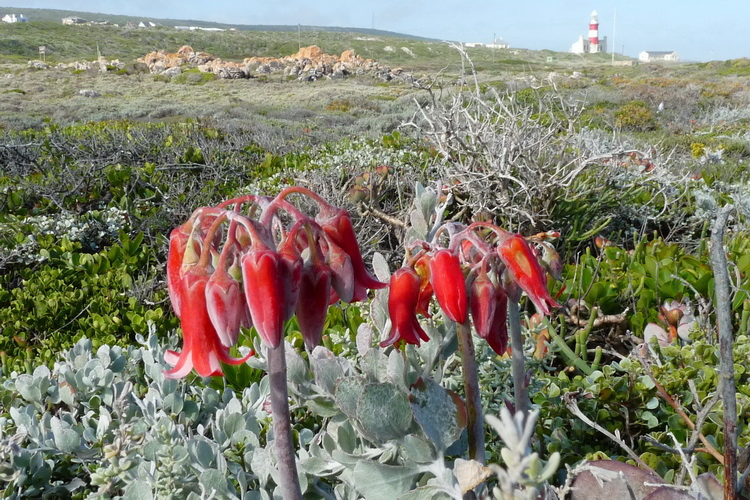

## Liens annexes
- Site officiel Sanparks Agulhas National Park

## Articles annexes
- Cap des Aiguilles
- Phare du cap des Aiguilles